# Hals-über-Kopf
Hals-über-Kopf ist eine Stahlachterbahn des Herstellers Vekoma im Erlebnispark Tripsdrill in Cleebronn in Baden-Württemberg, die am 26. Juni 2020 eröffnet wurde. Der Inverted Coaster ist der Prototyp des Modells Suspended Thrill Coaster des Herstellers. Im gleichen Jahr wurde dort auch die Achterbahn Volldampf eröffnet.

## Bahn
Die 730 m lange Strecke erreicht eine Höhe von 30 m und besitzt vier Inversionen: eine Zero-g-Roll, einen Jr. Immelmann, eine weitere Zero-g-Roll und einen Inline-Twist. Die Thematisierung der Bahn bezieht sich auf Die Sieben Schwaben, wobei sich der Name der Bahn – Hals-über-Kopf – sowohl auf die Inversionen, als auch auf die Geschichten der Sieben Schwaben bezieht.

## Züge
Hals-über-Kopf besitzt zwei Züge mit jeweils zehn Wagen. In jedem Wagen können nebeneinander zwei Personen sitzen. Die Züge sind thematisch als Speer der sieben Schwaben gestaltet.

## Auszeichnungen
Die Bahn wurde 2020 mit dem FKF-Award des Freundeskreis Kirmes und Freizeitparks in der Kategorie Achterbahn ausgezeichnet.